# شهرستان هیستینگز
شهرستان هیستینگز (به انگلیسی: Hastings County) یک شهرستان در کانادا است که در انتاریو واقع شده‌است.

## خصوصیات
شهرستان هیستینگز ۳۹٬۸۸۸ نفر جمعیت دارد.